# Anne-Sophie Mutter
Anna-Sophia Mutter (Rheinfelden, 29 de junho de 1963) é uma virtuosa violinista alemã.
Nascida na cidade de Rheinfelden, em Baden-Württemberg, começou na música tocando piano aos cinco anos de idade. Pouco tempo depois, começou a estudar violino com Erna Honigberger e Aida Stucki.
Após ganhar inúmeros prêmios, foi eximida da escola para que se dedicasse à música. Aos 12 anos, o renomado maestro Herbert von Karajan a convidou para tocar com a Filarmônica de Berlim, uma das orquestras mais conceituadas do mundo. Em 1977, Anne-Sophie fez sua estreia no Festival de Salzburgo, tocando com a English Chamber Orchestra regida por Daniel Barenboim.
Aos 15 anos, Mutter fez sua primeira gravação, o Terceiro e o Quinto concertos para violino de Mozart, com Karajan e a Filarmônica de Berlim. No mesmo ano, recebeu o título de "Artista do Ano".
Em 1980, Anne-Sophie fez sua estreia nos Estados Unidos com a Filarmônica de Nova Iorque regida por Zubin Mehta. Cinco anos depois, aos 22 anos, foi nomeada membro honorário da Royal Academy of Music de Londres, instituição na qual também se tornou diretora de estudos internacionais de violino.
Em 1988, realizou uma grande turnê pelo Canadá e Estados unidos, tocando pela primeira vez no Carnegie Hall. Em 1998, gravou um CD e um DVD com todas as sonatas para violino de Beethoven, sendo acompanhada pelo pianista Lambert Orkis. Tal concerto foi transmitido por televisão para vários países.
Gravou também o Concerto para Violino e Orquestra em D maior, op 35, de Peter Tschaikowsky, com a Filarmônica de Viena regida por Hebert von Karajan. Gravação ao vivo feita no Festival de Salzburg, Áustria, em 1988.
Embora seu repertório costuma incluir diversas obras clássicas e românticas, Mutter é mais conhecida por suas performances de música moderna. Várias obras já foram compostas em sua homenagem, como a Partita, de Witold Lutosławski, o Segundo Concerto para Violino, de Krzysztof Penderecki, e Gesungene Zeit de Wolfgang Rihm. Já recebeu inúmeros prêmios, incluindo vários Grammy's. Possui dois violinos Stradivarius (O Emiliani de 1703 e o Lord Dunn-Raven de 1710).
Em 1989, Mutter casou com seu primeiro marido, Detlef Wunderlich, falecido em 1995 e com quem teve dois filhos, Arabella e Richard. Foi casada com o pianista e maestro André Previn.
Recebeu em 2003 o Prêmio da Música Herbert von Karajan..